# Čornoholova
Čornoholova, česky také Černoholova, ukrajinsky Чорноголова, maďarsky Sóhát, je obec v územní komunitě Dubrynyči-Malyj Bereznyj, v okresu Užhorod Zakarpatské oblasti na západě Ukrajiny. V roce 2001 zde žilo 1 336 obyvatel.
Na okraji obce jsou 2 zdroje minerální vody, které mají statut hydrologické památky.

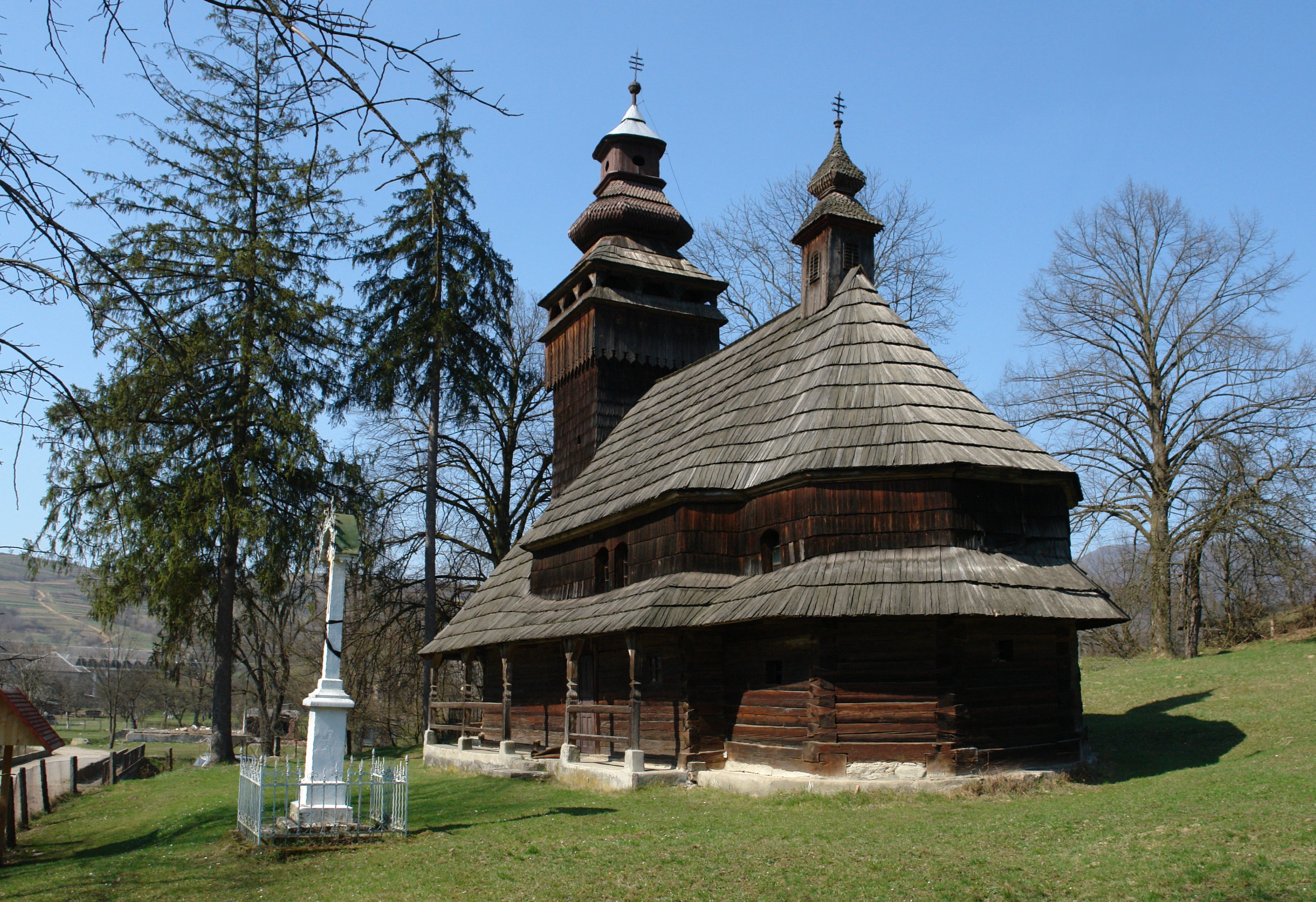
Chrám sv. Mikuláše

V obci je dřevěný chrám sv. Mikuláše, z roku 1794, národní kulturní památka.

## Místní části
- Bačov (Бачов nebo také Бачево)
- Horb (Горб)
- Košarky (Кошарки)
- Stepan (Степан)
- Solonyj (Солоний)
- Tulkiv (Тулків)

## Historie
První písemná zmínka o této obci pochází z roku 1552; byla tehdy součástí užhorodského panství rodiny Drugethů. Do uzavření Trianonské smlouvy byla obec součástí Uherska, poté byla součástí Československa. Za první československé republiky zde byl obecní notariát, četnická stanice a poštovní úřad. Od roku 1945 byla součástí Ukrajinské sovětské socialistické republiky, která byla součástí SSSR. Od roku 1991 je obec součástí nezávislé Ukrajiny.

## Rodáci
- Jan Bartoš (1935–2014), český divadelní a filmový herec a režisér